# Linda Krüger
Linda Aili Katarina Krüger, född 15 december 1958 i Matteus församling, Stockholm, är en svensk skådespelare, regissör och koreograf.

## Biografi
Krüger är dotter till dansparet Börge Krüger och May Krüger. Hon har genomgått Operans balettskola, utbildat sig vid Pantomimteatret i Köpenhamn samt genomgått teaterstudier vid Dramaten och HB Studio i New York. Hon har varit anställd vid en rad teatrar och spelat vitt skilda karaktärer, bland annat rollen som Anne i Anne Franks dagbok på Riksteatern, Maja Gräddnos i Pelle Svanslös på Oscarsteatern, Stjärnan i Pojken och Stjärnan på Dramaten och Dorothy i Trollkarlen från Oz på Musikteatern i Värmland. Hon har varit anställd vid Östgötateatern i Norrköping - Linköping där hon medverkade i produktioner som Judy, Hemsöborna, Den stumma papegojan och "Oliver!". Krüger har också gjort en hel del film- och TV-produktioner, bland andra Nya tider, Fanny och Alexander och Ronja Rövardotter. 
Sedan 1998 har Krüger varit drivande kraft och konstnärlig ledare bakom Kulturföreningen Teater Accént. Hon tilldelades 2007 ett stipendium från Stockholms stad som årets ungdomsledare samt Riksteatern/Skådebanans kulturpris 2014. 
Sedan 2018 är hon program ansvarig för Signatur – Insamlingsstiftelse för musikfrämjande i Sverige. 

## Filmografi
- 1978 – Kvinnoborgen
- 1978 – Peters baby (TV-serie)
- 1978 – Rikedom
- 1981 – Kom igen, nu'rå!
- 1981 – Babels hus (TV-serie)
- 1981 – Fanny och Alexander
- 1981 – Sally och friheten
- 1983 – Profitörerna (TV-serie)
- 1985 – Lösa förbindelser (TV-serie)
- 1986 – Ronja Rövardotter
- 1998 – Rederiet (TV-serie)
- 1999 – Nya tider (TV-serie)
- 2002 – Taurus (TV-serie)

## Teater

### Roller (ej komplett)
| År   | Roll           | Produktion                                                       | Regi                | Teater         |
| ---- | -------------- | ---------------------------------------------------------------- | ------------------- | -------------- |
| 1984 | Maja Gräddnos  | P. Svanslös Bodil Malmsten                                       | Bodil Malmsten      | Oscarsteatern  |
| 1984 |                | Gamle Adam Franz Arnold och Ernst Bach                           | Per Gerhard         | Vasateatern    |
| 1986 |                | Leva loppan Georges Feydeau                                      | Pierre Fränckel     | Vasateatern    |
| 1989 |                | Charleys tant Brandon Thomas                                     | Per Gerhard         | Vasateatern    |
| 1991 |                | Gröna hissen Avery Hopwood                                       | Hans Bergström      | Vasateatern    |
| 1991 |                | Sköna Helena Jacques Offenbach, Henri Meilhac och Ludovic Halévy | Georg Malvius       | Vasateatern    |
| 1993 | Dorothy Gale   | Trollkarlen från Oz Harold Arlen och E.Y. Harburg                | Peter-Paul Zwartjes | Wermland Opera |
| 1998 | Fru Horn Råtta | Råttfångaren Rikard Bergqvist                                    | Agneta Ehrensvärd   | Dramaten       |

### Koreografi (ej komplett)
| År   | Produktion                          | Upphovsmän                                                                | Regi           | Teater     |
| ---- | ----------------------------------- | ------------------------------------------------------------------------- | -------------- | ---------- |
| 1992 | Spånskiva - en sammanpressad kabaré | Ethel Berg, Robert Sjöblom, Peter Harryson, Jan Bandel och Carsten Palmær | Peter Harryson | Turteatern |

### Regi – Teater Accént
| År   | Produktion                     | Upphovsmän   | Teater |
| ---- | ------------------------------ | ------------ | ------ |
| 2002 | Fame                           | Gore         |        |
| 2003 | West Side Story                | Bernstein    |        |
| 2004 | Runaways                       | Swados       |        |
| 2005 | The Wiz                        | Smalls       |        |
| 2006 | Råttfångaren                   | Bergqvist    |        |
| 2007 | Runaways                       | Swados       |        |
| 2008 | Dubbelgångare Comedy of Errors | Shakespeare  |        |
| 2009 | Tolvskillingsoperan            | Brecht/Weill |        |
| 2010 | Mästaren och Margarita         | Bulgakov     |        |
| 2011 | Djurfarmen                     | Orwell       |        |
| 2012 | Den goda människan från Sezuan | Brecht       |        |
| 2013 | Nicholas Nickleby              | Dickens      |        |
| 2014 | Faust                          | Goethe       |        |

2017    Familjehistorier                                   Srbljanovic 
2018    Lektionen                                             Ionesco 